# Edward Battel
Edward Battel va ser un ciclista britànic que va competir a finals del segle XIX.
Va prendre part en els Jocs Olímpics d'Atenes de 1896, on va participar en tres proves de programa de ciclisme, la cursa dels 333 metres, 100 quilòmetres i ruta masculina. El seu millor resultat fou en la prova en ruta, una carrera de 87 quilòmetres, d'anada i tornada entre Atenes i Marató, on va obtenir la tercera plaça. En l'esprint masculí de 333 metres va finalitzar quart amb un temps de 26,2 segons. També va ser un dels set ciclistes que no va aconseguir finalitzar la carrera dels 100 quilòmetres.